# Talisci
I Talisci (anche Talishi, Taleshi o Talyshi) sono un gruppo etnico iranico originario di una regione condivisa tra l'Azerbaigian e l'Iran che si estende tra il Caucaso meridionale e la costa sud-occidentale del Mar Caspio. Parlano la lingua taliscia, una delle lingue iraniche nordoccidentali. È parlato nelle regioni settentrionali delle province iraniane di Gilan e Ardabil e nelle parti meridionali della Repubblica dell'Azerbaigian. La regione settentrionale dei talisci (che rientra nella Repubblica dell'Azerbaigian) era storicamente nota come Talish-i Gushtasbi. In Iran vi è lo shahrestān (contea) di Talesh nella provincia di Gilan.

## Origini
I talisci generalmente si identificano con gli antichi Cadusii, che abitavano l'area a sud-ovest del Mar Caspio, delimitata a nord dal fiume Kura, comprese le moderne province di Ardabil e Gilan. Il nome Talishi potrebbe essere etimologicamente correlato ai Cadusii, che ha influenzato il nome del Caspio e del Caucaso.

## Lingua
Il taliscio ha due principali dialetti mutuamente intelligibili: il settentrionale (parlato in Azerbaigian e Iran) e il meridionale (in Iran). L'azero è usato come lingua letteraria in Azerbaigian mentre il persiano è usato in Iran.

## Posizione

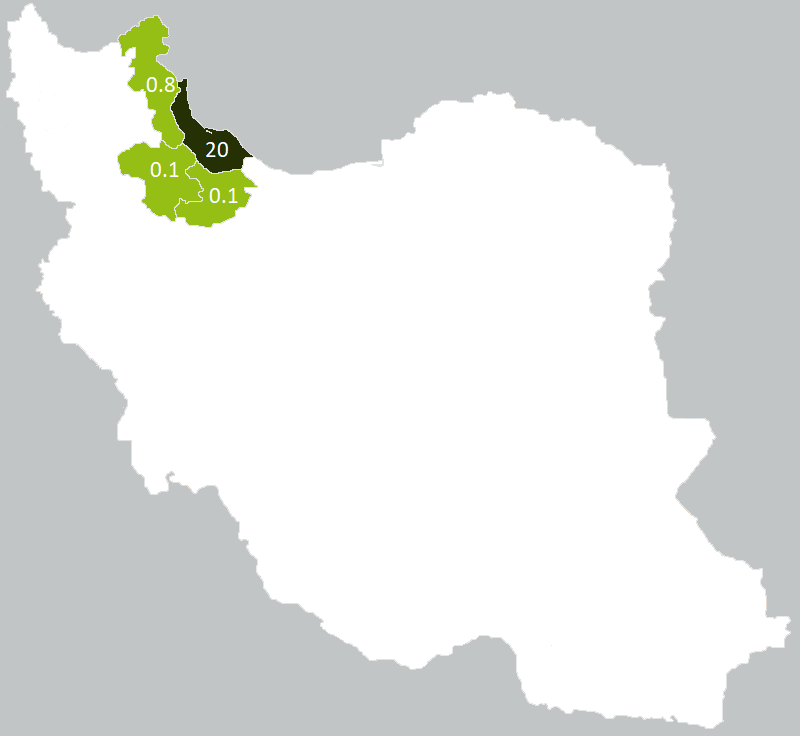
Percentuale dei talisci nelle province dell'Iran, 2011

Non ci sono dati statistici sul numero di parlanti talisci in Iran, ma le stime mostrano che il loro numero è di circa 1 milione. I nazionalisti talisci affermano che il numero di talisci in Azerbaigian è di circa 835.000.  Il numero di parlanti talisci nel 2003 è stato stimato in almeno 400.000 nella Repubblica dell'Azerbaigian. Secondo il censimento ufficiale del 1999 della Repubblica dell'Azerbaigian, le cui cifre sono contestate dai nazionalisti talisci, il numero dei talisci nella Repubblica dell'Azerbaigian era di 76.000. Secondo alcune fonti, il governo azero ha anche attuato una politica di forte integrazione di tutte le minoranze, tra cui talisci, tat e lezgini. Tuttavia, nell'ottica di Hema Kotecha "l'atteggiamento verso eventuali tendenze separatiste sembra prevalentemente negativo" tra i talisci.

## Demografia

Dialetti della lingua taliscia

Secondo il censimento imperiale russo del 1897 vi erano 34.994 talisci nel Governatorato di Baku.
Secondo un censimento del 1926, c'erano 77.039 talisci nella RSS dell'Azerbaigian. Dal 1959 al 1989, i talisci non furono inclusi come gruppo etnico separato in nessun censimento, ma inclusi come parte degli azeri di lingua turca, sebbene i talisci parlino una lingua iranica. Nel 1999, il governo azero ha affermato che c'erano solo 76.800 talisci in Azerbaigian, ma si ritiene che questa sia una sotto-rappresentazione data dai problemi con la registrazione come talisci. Altre fonti sostengono che la popolazione dei talisci che abitano le regioni meridionali dell'Azerbaigian sia di 600.000. I nazionalisti talisci hanno sempre affermato che il loro numero in Azerbaigian è sostanzialmente superiore alle statistiche ufficiali.
Ottenere statistiche accurate è difficile, a causa dell'indisponibilità di fonti affidabili, dei matrimoni misti e del declino della lingua taliscia, e Radio Free Europe ha espresso la propria preoccupazione per l'arresto di Novruzali Mamedov, presidente del Centro culturale Talscio e redattore capo del quotidiano Tolyshi Sado.
Secondo un'intervista del governo degli Stati Uniti a Khilal Mamedov, un attivista per i diritti dei talisci, il signor Mamedov: “Accusa la leadership azera di nazionalismo turco e di cercare di sopprimere le minoranze non turche. Ha affermato che la leadership azera cerca di ridurre al minimo i contatti tra le comunità talisce in Azerbaigian e Iran e di portare l'Azerbaigian in uno stato monoetnico".

## Cultura e religione
I talisci sono principalmente un popolo rurale che tende a vivere in regioni e villaggi fortemente o completamente abitati da altri talisci. I talisci sono principalmente agricoltori che coltivano agrumi, tè, riso e alcune piante subtropicali. La tessitura dei tappeti è un'altra occupazione per cui sono noti. I talisci seguono in gran parte l'Islam sciita (dei duodecimani). Sono considerati un popolo conservatore e religioso.

## Storia contemporanea

### Era dell'URSS
All'inizio del periodo sovietico vi erano le scuole superiori talisce, un giornale chiamato "Red Talysh" e diversi libri pubblicati in lingua taliscia, ma alla fine degli anni '30 queste scuole furono chiuse e l'identità taliscia non fu riconosciuta nelle statistiche ufficiali, con il taliscio che fu classificato come "azero".

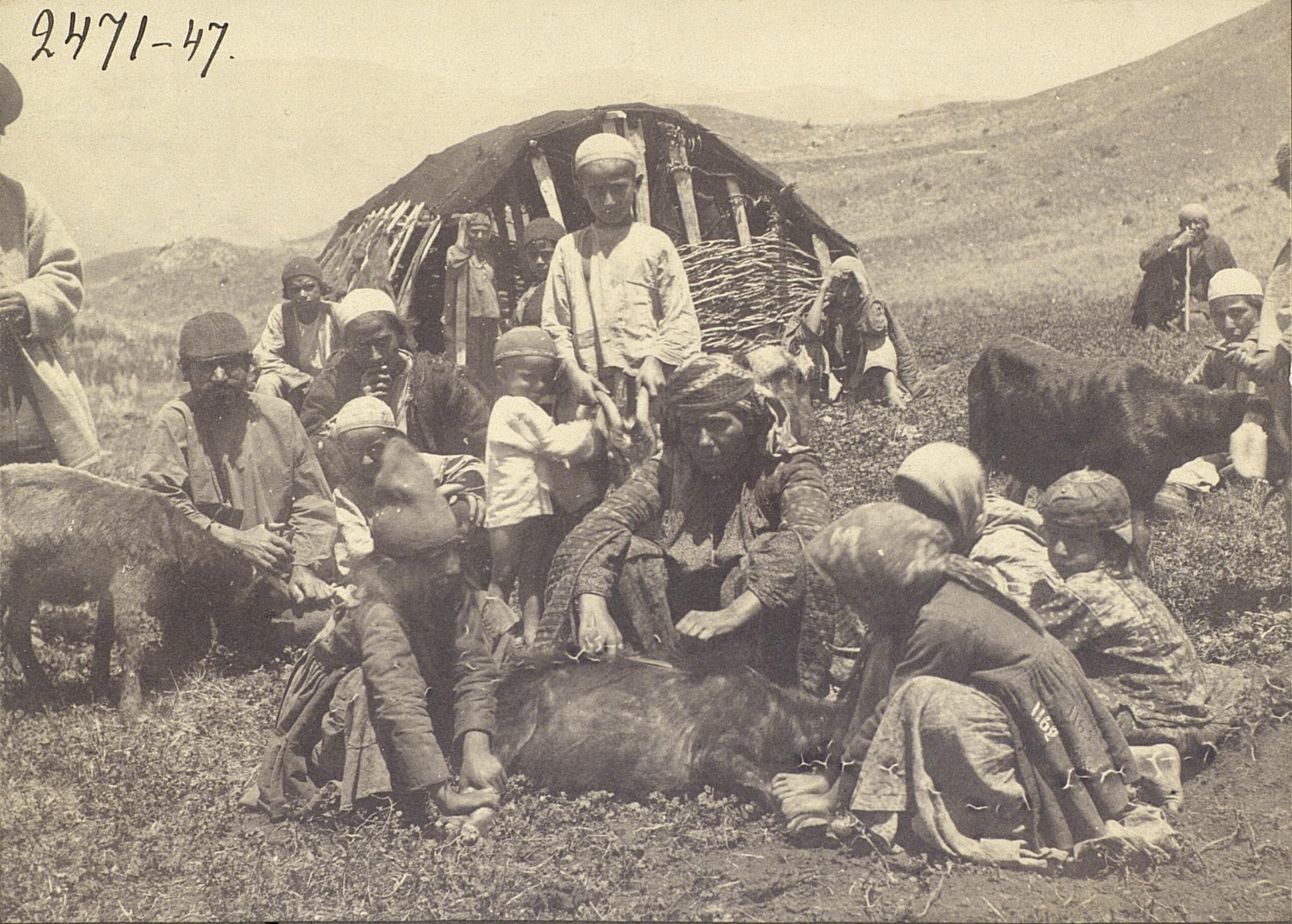
Popolo taliscio in Iran, 1933

Secondo lo storico ed etnologo russo Victor Schnirelmann:

### Dal 1991 ad oggi
La repressione storica dell'identità e l'incapacità di praticare la propria cultura e lingua ha portato i talisci a un'auto-repressione interiorizzata. Questo rende difficile valutare il supporto per qualsiasi tipo di movimento taliscio. Secondo Hema Kotecha, molti talisci temono di essere associati alla Repubblica autonoma separatista taliscia di Mughan, alla Russia o all'Armenia se riconoscono o tentano di parlare delle loro convinzioni nella sfera pubblica. Ad esempio, una scuola di Lerik voleva invitare un poeta di Lenkoran a una festa in suo onore e parlare ai bambini; al preside fu detto che sarebbe stato licenziato se l'evento fosse andato avanti. La paura della polizia è un altro fattore di questo silenzio, sebbene contribuiscano anche il sostegno a una democrazia laica e i sentimenti condivisi degli azeri-talisci nei confronti del Nagorno-Karabakh. La popolazione di Talesh sta diminuendo; la lingua è in via di estinzione entro 25-35 anni, poiché molto spesso non viene trasmessa ai bambini. I giovani Talesh usano più frequentemente il persiano o l'azero nelle loro comunità.

### Movimento nazionale taliscio
Il Movimento nazionale taliscio è stato formalmente creato nel 2007 dai leader talisci esiliati nei Paesi Bassi. I membri dell'organizzazione includono coloro che erano a sostegno della Repubblica autonoma Talysh-Mugan come Alikram Hummatov, autoproclamatosi presidente. Il movimento è a favore di una regione autonoma all'interno dell'Azerbaigian. Richiede anche la promozione dei diritti democratici, culturali e linguistici di tutte le minoranze all'interno dell'Azerbaigian.